# شدووو
شدووو (به لهستانی:  Szydłów) یک روستا در لهستان است که در گمینا شدووو واقع شده‌است. شدووو ۲۵۰٫۶ متر بالاتر از سطح دریا واقع شده‌است.